# Tvisingskär (nordväst om Aspö, Korpo)
Tvisingskär är öar i Finland. De ligger i Skärgårdshavet och i kommunen Pargas i landskapet Egentliga Finland, i den sydvästra delen av landet. Öarna ligger omkring 65 kilometer sydväst om Åbo och omkring 190 kilometer väster om Helsingfors. Tvisingskär ligger 5 meter över havet.
Arean för den av öarna koordinaterna pekar på är 2,8 hektar och dess största längd är 240 meter i nord-sydlig riktning. Närmaste större samhälle är Korpo, 19,0 km norr om Tvisingskär.